# Sophia Krause
Sophia Krause (* 31. Januar 1997) ist eine deutsche Ruderin.

## Karriere
Im Jahr 2016 ging Sophia Krause für den deutschen Ruderverband erstmals bei den U23-Ruder-Weltmeisterschaften an den Start. In Rotterdam bildete sie gemeinsam mit Samantha Nesajda, Kathrin Morbe und Lonie Neuhaus den Leichtgewichts-Doppelvierer. Über den Vorlauf erreichten sie das Finale und gewannen dort hinter den Booten aus Italien und der Schweiz die Bronzemedaille. Im darauffolgenden Jahr ging sie erneut bei den Ruder-U23-Weltmeisterschaften an den Start. Diesmal wurde sie im Leichtgewichts-Einer eingesetzt. Sie erreichte das A-Finale und belegte dort hinter Marieke Keijser aus den Niederlanden, Clara Guerra aus Italien und Nicole van Wyk aus Südafrika den vierten Platz.
Im Jahr 2018 ging sie zum dritten und letzten Mal bei den U23-Weltmeisterschaften im Rudern an den Start. Gemeinsam mit Katrin Volk bildete Sophia Krause bei den U23-Ruder-Weltmeisterschaften 2018 den Leichtgewichts-Doppelzweier. Sie konnten gemeinsam das A-Finale erreichen und sicherten sich dort hinter dem italienischen Boot und vor dem britischen Boot die Silbermedaille. 2019 gab Sophia Krause in Posen an der Seite von Katrin Thoma ihr Debüt im Ruder-Weltcup. Die beiden bildeten den zweiten deutschen Leichtgewichts-Doppelzweier. Sie verpassten das A-Finale und beendeten den Wettbewerb im B-Finale auf den fünften Platz, sodass sie in der Endabrechnung den elften Platz belegten.
Beim dritten Veranstaltung des Ruder-Weltcups, welche in Rotterdam stattfand, bildete Sophia Krause gemeinsam mit Cara Pakszies, Ladina Meier und Katrin Thoma den Leichtgewichts-Doppelvierer. Es waren neben den deutschen Booten nur noch ein chinesisches und ein niederländisches Boot am Start. Beim entscheidenden Rennen belegten sie klar hinter dem Boot aus China den zweiten Platz. Vom DRV wurde sie und Katrin Thoma für die Ruder-Weltmeisterschaften 2019 in Linz nominiert. Gemeinsam bildeten sie den Leichtgewichts-Doppelzweier. Sie konnten sich nur für das C-Finale qualifizieren, wo sie das Rennen auf den vierten Platz beendeten. In der Endabrechnung belegten sie den 16. Platz.

## Vereinszugehörigkeit
Sophia Krause rudert für den Limburger Club für Wassersport aus Limburg an der Lahn.

## Internationale Erfolge

### International
- 2016: Bronzemedaille U23-Weltmeisterschaften im Leichtgewichts-Doppelvierer
- 2018: Silbermedaille U23-Weltmeisterschaften im Doppel-Zweier

### National
- mehrfache deutsche Meisterin